# Tankard
Tankard är ett tyskt thrash metal-band som bildades 1982 i Frankfurt under namnet Avenger.
Tankard debuterade med skivan Zombie Attack 1986 och har sen dess givit ut tolv album. Efter att bandet givit ut demon Alcoholic Metal och det faktum att större delen av deras låtar handlar om alkohol på något sätt så benämns Tankard ofta som just Alcoholic Metal. Mellan 1994 och 1996 spelade de även in två album under namnet Tankwart (vilket är tyska för en person som jobbar på en bensinmack).

## Medlemmar
Nuvarande medlemmar
- Andreas "Gerre" Geremia – sång (1982– ), basgitarr (1982)
- Frank Thorwarth – basgitarr (1982– ), sång (1982)
- Olaf Zissel – trummor (1994– )
- Andy Gutjahr - gitarr (1998– )

Tidigare medlemmar
- Oliver Werner – trummor (1982–1989)
- Bernhard Rapprich – gitarr (1982)
- Andy Boulgaropoulos – gitarr (1982–1998)
- Axel Katzmann – gitarr (1982–1995)
- Arnulf Tunn – trummor  (1989–1993)

Turnerande medlemmar
- Gerd Lücking – trummor (2015– )

## Diskografi
Demo
- 1984 – Heavy Metal Vanguard
- 1985 – Alcoholic Metal

Studioalbum
- 1986 – Zombie Attack med låten Alcohol
- 1987 – Chemical Invasion
- 1988 – The Morning After
- 1990 – The Meaning of Life
- 1992 – Stone Cold Sober
- 1994 – Two Faced
- 1995 – The Tankard
- 1998 – Disco Destroyer
- 2000 – Kings of Beer
- 2002 – B-Day
- 2004 – Beast of Bourbon
- 2006 – The Beauty and the Beer
- 2008 – Thirst
- 2010 – Vol(l)ume 14
- 2012 – A Girl Called Cerveza
- 2014 – R.I.B.
- 2017 – One Foot in the Grave
- 2022 – Pavlov's Dawgs

Studioalbum som "Tankwart"
- 1994 – Aufgetankt
- 1996 – Himbeergeist zum Frühstück

Livealbum
- 1991 – Fat... Ugly & Live

EP
- 1989 – Alien
- 2006 – Schwarz-weiß wie Schnee...

Singlar
- 1992 – Stone Cold Sober
- 1993 – Ich brauch meinen Suff
- 2014 – Fooled by Your Guts

Samlingsalbum
- 1989 – Hair of the Dog
- 2005 – Chemical Invasion / Zombie Attack
- 2007 – Alcoholic Metal Since 1982 (4x12" vinyl box)
- 2007 – Best Case Scenario: 25 Years in Beers
- 2016 – Oldies & Goldies - The Very Best of the Noise Years 1986-1995

Video
- 1990 – Open All Night (VHS)
- 2005 – Fat, Ugly and Still (A)Live (DVD)
- 2009 – Open All Night - Reloaded (DVD)

Annat
- 1988 – "Commandments" / "Roses Without Thorns" (delad singel: Tankard / Celtic Frost)
- 1990 – Thrashing East (VHS) (delad video: Sabbat / Coroner / Kreator / Tankard)
- 1990 – Doomsday News III - Thrashing East Live (delad album: Sabbat / Coroner / Kreator / Tankard)
- 2012 – The Big Teutonic 4 (delad EP: Destruction / Kreator / Sodom / Tankard)
- 2014 – "A Girl Called Cerveza - Live" / "Among The Dead" (delad singel: Tankard / Postmortem)
- 2014 – "Wildstyle - Immortality" / "Fooled by Your Guts" (delad singel: Destruction / Tankard)
- 2015 – The Big Teutonic 4 - Part II (delad EP: Destruction / Kreator / Sodom / Tankard)